# Conte di Buchan
Conte di Balcarres o Mormaer di Buchan (/mɔːrˈmɛr/, /ˈbʌxən/) fu il titolo concesso originariamente al governatore provinciale della provincia medievale di Buchan, in Scozia. Buchan fu il primo Mormaerdom nel regno altomedievale di Scozia a passare nelle mani di una famiglia non scozzese per via ereditaria. Attualmente il titolo è detenuto dalla famiglia Erskine come paria di Scozia. L'attuale detentore del titolo è Malcolm Erskine, XVII conte di Buchan (n. 1930).

## Storia

### Mormaerdom di Buchan
La prima persona a ricoprire la carica di mormaer registrata nella storia fu Gartnait, citato all'interno del Book of Deer. Dopo la morte di Fergus, prima del 1214, Buchan divenne il primo mormaerdom nativo a passare nelle mani di una famiglia straniera, i Comyns, attraverso matrimonio. Alexander Comyn, conte di Buchan ereditò e continuò il titolo materno sino a quando questo non venne soppresso durante le Guerre per l'indipendenza scozzese.

### La creazione del 1374
Il titolo rimase nelle mani della corona scozzese sino a quando, sul finire del Trecento, esso venne concesso a Alexander Stewart, il "lupo di Badenoch". Con questa creazione ad ogni modo Buchan non fu più una signoria provinciale ma divenne un vero e proprio titolo di parìa.

### La creazione del 1469
Nel 1469 la contea venne conferita a James Stewart, il quale venne creato contemporaneamente anche Lord Auchterhouse, sempre nella Parìa di Scozia. Stewart era il figlio secondogenito di Sir James Stewart, il cavaliere nero di Lorn, e fratello minore di John Stewart, I conte di Atholl (vedi Conte di Atholl, creazione del 1457). Il titolo discese per linea maschile sino alla morte del nipote di questi, John, il terzo conte, nel 1551. L'unico figlio di John natogli dal primo matrimonio, John Stewart, Master di Buchan, era stato ucciso nella Battaglia di Pinkie del 1547. Il titolo di Buchan passò quindi alla nipote dell'ultimo conte, Christina, suo jure contessa di Buchan, figlia a sua volta del Master di Buchan. Questa sposò Robert Douglas, figlio di Sir Robert Douglas di Lochleven e fratell di William Douglas, VI conte di Morton. Robert assunse il titolo di conte di Buchan grazie alla moglie. Venne quindi succeduto da sua figlia, Mary, suo jure contessa di Buchan. Questa sposò James Erskine, figlio minore di John Erskine, XVIII conte di Mar (vedi Conte di Mar). James assunse la contea per diritto di sua moglie. Nel 1617 i due vennero ricreati per decreto reale conte e contessa di Buchan, con possibilità di trasmettere il titolo per via maschile primogenitale o in mancanza di questa al parente maschio più vicino al conte per parentela. Nel 1633 il titolo venne riconosciuto per precedenza come fondato ufficialmente nel 1469. Questa linea si interruppe con la morte del nipote dei due, l'VIII conte, il quale morì senza eredi nel 1695. Sulla base del documento del 1617 il titolo passò quindi agli eredi del fratello dell'ultimo conte, Henry Erskine.
L'ultimo conte venne succeduto dal suo parente più prossimo David Erskine, IV lord Cardross, che divenne così il IX conte. Egli era pronipote di Henry Erskine, fratello minore di James Erskine, conte di Buchan (della creazione del 1617; vedi Lord Cardross per la storia di questo ramo della famiglia Erskine). Il suo diritto al titolo venne approvato dalla Camera dei Lords nel 1698 nella quale poi sedette come pari. Egli venne succeduto dal maggiore dei figli sopravvissutigli, il X conte. Questi fu membro della Royal Society. Il suo figlio primogenito, David, l'XI conte, fu fondatore della Society of Antiquaries of Scotland e noto eccentrico. Questi venne succeduto da suo nipote, Henry, il XII conte, figlio di Henry Erskine, Lord Advocate, figlio terzogenito del decimo conte. La linea del XII conte decadde alla morte del discendente di questi, il XV conte, che morì senza eredi nel 1960. Il XV conte venne succeduto da un suo parente, Donald Erskine, VII barone Erskine, che divenne così il XVI conte. Questi era discendente del Lord Cancelliere Thomas Erskine, I barone Erskine, IV figlio del X conte (vedi Barone Erskine per la storia di questo ramo della famiglia).
La sede della famiglia è Newnham House, presso Newnham (Hampshire).

## Mormaers/Conti di Buchan
- Sconosciuti

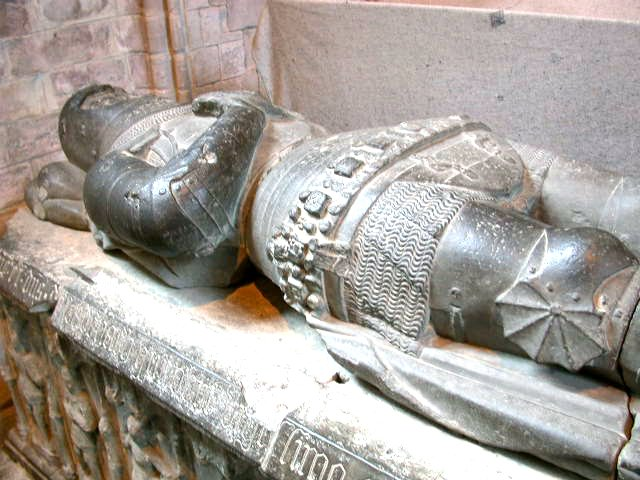
Sarcofago con l'effige di Alexander Stewart, conte di Buchan, nella Cattedrale di Dunkeld, dove si trova sepolto.

- ?Cainnech (fl. inizio del XII secolo)
- Gartnait (fl. dopo il 1131)
- Eva (Éua) ingen Garnait (fl. 1174)
  - m. Colbán (fl. 1174)
- Fergus (m. prima 1214)
- Marjory
  - m. William Comyn, giustiziere di Scozia e guardiano di Moray (m. 1233)
- Alexander Comyn (m. 1289)
- John Comyn (m. 1313)
  - Titolo estinto; Il titolo venne reclamato da Alice Comyn, e da suo marito Enrico di Beaumont (m. 1340)

### Conti di Buchan; II creazione (1374)
- Alexander Stewart, conte di Buchan (m. 1405)
- Robert Stewart, duca di Albany (m. 1420), nel 1406 venne garantita la contea a suo figlio
- John Stewart, conte di Buchan (m. 1424) – ucciso nella Battaglia di Verneuil
- Giacomo I di Scozia. (m. 1437)[1]
  - Mary Stewart, contessa di Buchan (1428–1465), contessa dal 1444
  - Wolfert VI van Borselen (1433–1489), suo jure uxoris conte di Buchan dal 1444 al 1469, Stadholder d'Olanda, Frisia e Zelandia

### Conti di Buchan; III creazione (1469)
- James Stewart, I conte di Buchan (1442–1487)
- Alexander Stewart, II conte di Buchan (m. 1505)
- John Stewart, III conte di Buchan (c. 1497–1551)
- Christina Stewart, IV contessa di Buchan (m. 1580)
- James Douglas, V conte di Buchan (m. 1601)
- Mary Douglas, VI contessa di Buchan (m. 1628)
- James Erskine, VII conte di Buchan (m. 1664)
- William Erskine, VIII conte di Buchan (m. 1695)
- David Erskine, IX conte di Buchan (m. 1745)
- Henry David Erskine, X conte di Buchan (1710–1767)
- David Stewart Erskine, XI conte di Buchan (1742–1829)
- Henry David Erskine, XII conte di Buchan (1783–1857)
- David Stuart Erskine, XIII conte di Buchan (1815–1898)
- Shipley Gordon Stuart Erskine, XIV conte di Buchan (1850–1934)
- Ronald Douglas Stewart Mar Erskine, XV conte di Buchan (1878–1960)
- Donald Cardross Flower Erskine, XVI conte di Buchan (1899–1984)
- Malcolm Erskine, XVII conte di Buchan (n. 1930)

L'erede apparente dell'attuale detentore del titolo è il figlio di questi, Henry Thomas Alexander Erskine, lord Cardross (n. 1960).